# Ritratto di Dona Isabel de Requesens
Il Ritratto di Dona Isabel de Requesens  è un dipinto a olio su tavola trasportato su tela (120x95 cm) di Raffaello e aiuti, databile al 1518 circa e conservato nel Museo del Louvre di Parigi.

## Storia
L'opera, tradizionalmente riferita come ritratto di Giovanna d'Aragona, raffigura invece la vice-regina di Napoli Doña Isabel de Requesens, moglie del viceré Raimondo de Cardona, come dimostrato nel 1997.
Vasari scrisse che l'artista ritrasse la testa dal vero della donna, ma tale notizia è contraddetta da una nota dello stesso Raffaello che, inviando il cartone al duca di Ferrara, scrisse di aver inviato appositamente un aiuto a Napoli per eseguirlo. Il committente del ritratto era il cardinal Bibbiena, che voleva farne dono a Francesco I di Francia, spedendolo nel 1518 assieme ad altre opere, come la Grande Sacra Famiglia e il San Michele che sconfigge Satana.
Verso il 1540 il Primaticcio restaurò l'opera e nel XVIII secolo venne trasportata da tavola su tela: per questo le condizioni di conservazione sono oggi compromesse.

## Descrizione e stile
Dentro le proprie stanze, la nobildonna è ritratta a mezza figura con un'inquadratura stretta attorno al debordante vestito di velluto rosso, voltata di tre quarti verso sinistra. La luce inonda la sua figura, facendo risaltare il dolce profilo del viso giovanissimo, con i lunghi capelli biondi tenuti da un cappello a larghe tese, decorato da gioielli. La veste ha gigantesche maniche di velluto rosso foderate di velluto color oro, dalle quali spunta la camicia a sbuffo con striature dorate. L'ampia scollatura, tenuta da un nastrino, risplende nel suo candore, mentre le mani, grandi ed espressive, sono atteggiate nei gesti di accarezzare uno zibellino e il ginocchio(Per lo zibellino, vedi Antea,Parmigianino). 
Sullo sfondo si vede un loggiato, dove alcune donne stanno passeggiando.